# Oerbos Vihorlat
Het oerbos Vihorlat (Slowaaks: Vihorlatský prales) is gelegen in de Slowaakse regio Prešov. Het oerbos Vihorlat maakt deel uit van het landschapspark Vihorlat (Slowaaks: CHKO Vihorlat) en is sinds 2007 onderdeel van UNESCO's trilaterale werelderfgoedinschrijving Oude en voorhistorische beukenbossen van de Karpaten en andere regio's van Europa. Het gebied bestaat uit ongerepte beukenbossen die zich uitstrekken over het centrale gedeelte van het Vihorlatgebergte en heeft een oppervlakte van 49,91 km². Tot 1 juli 2012 waren er vergunningen nodig om het gebied te mogen betreden, maar toen werd het middels een wetswijziging opengesteld voor bezoekers. Het is echter nog steeds een militair gebied en mag niet betreden worden indien er oefeningen zijn.

## Algemene informatie
Het gebied ligt op een hoogte tussen de 630 en 1.076 meter en heeft een gematigd koud hooggebergteklimaat. De gemiddelde jaarlijkse temperatuur varieert tussen de 5,2°C en 5,7°C. De jaarlijkse hoeveelheid neerslag is 950 à 1.000 mm. Het bodemgesteente bestaat uit andesiet, afkomstig van de geërodeerde stratovulkaan Kyjov. Het hoogste punt van het oerbos Vihorlat wordt gevormd door de gelijknamige berg Vihorlat (1.076 meter).

## Flora en fauna
Het oerbos Vihorlat wordt vooral gekenmerkt door de aanwezigheid van eeuwenoude beuken (Fagus sylvatica). Deze bereiken doorgaans leeftijden van 220 à 230 jaar. Ook staan er zeer oude essen (Fraxinus excelsior) en gewone esdoorns (Acer pseudoplatanus), die gedijen dankzij het andesietsubstraat. Opvallend is dat de fijnspar (Picea abies) en gewone zilverspar (Abies alba) nagenoeg afwezig zijn. Opvallende vaatplanten in het oerbos Vihorlat zijn soorten als klokbilzekruid (Scopolia carniolica), groot koeienoog (Telekia speciosa) en boswederik (Lysimachia nemorum). In de lente zijn er in de beukenbossen tauvlinders (Aglia tau) te zien, een oranje-kaneelkleurige vlinder. Ook is het oerbos Vihorlat aangewezen als Speciaal Beschermingsgebied (SBZ), vooral om kwetsbare soorten als oeraluil (Strix uralensis), witrugspecht (Dendrocopos leucotos) en middelste bonte specht (Dendrocopos medius) te beschermen.

## Galerij

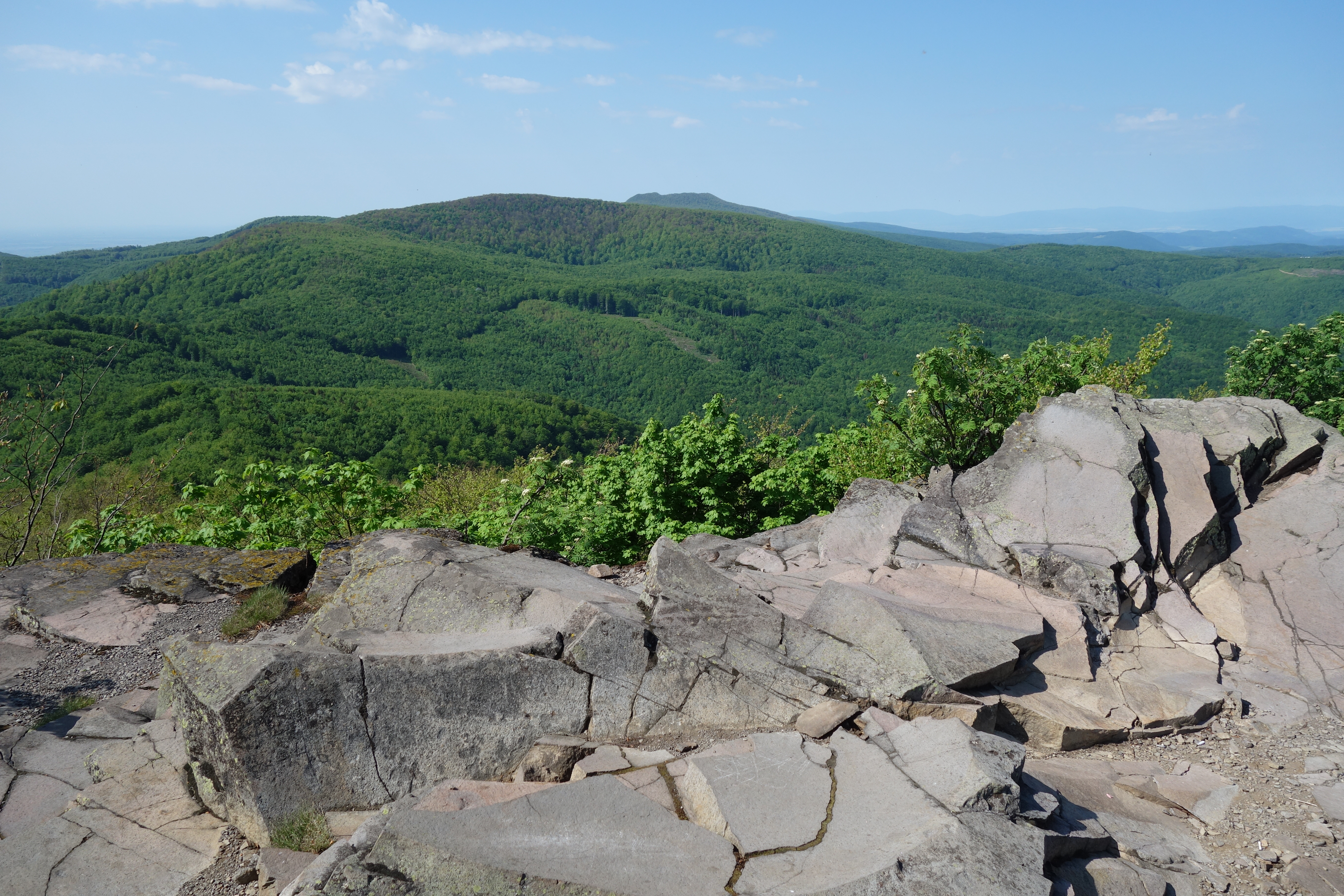
Uitzicht vanaf Sninský kameň
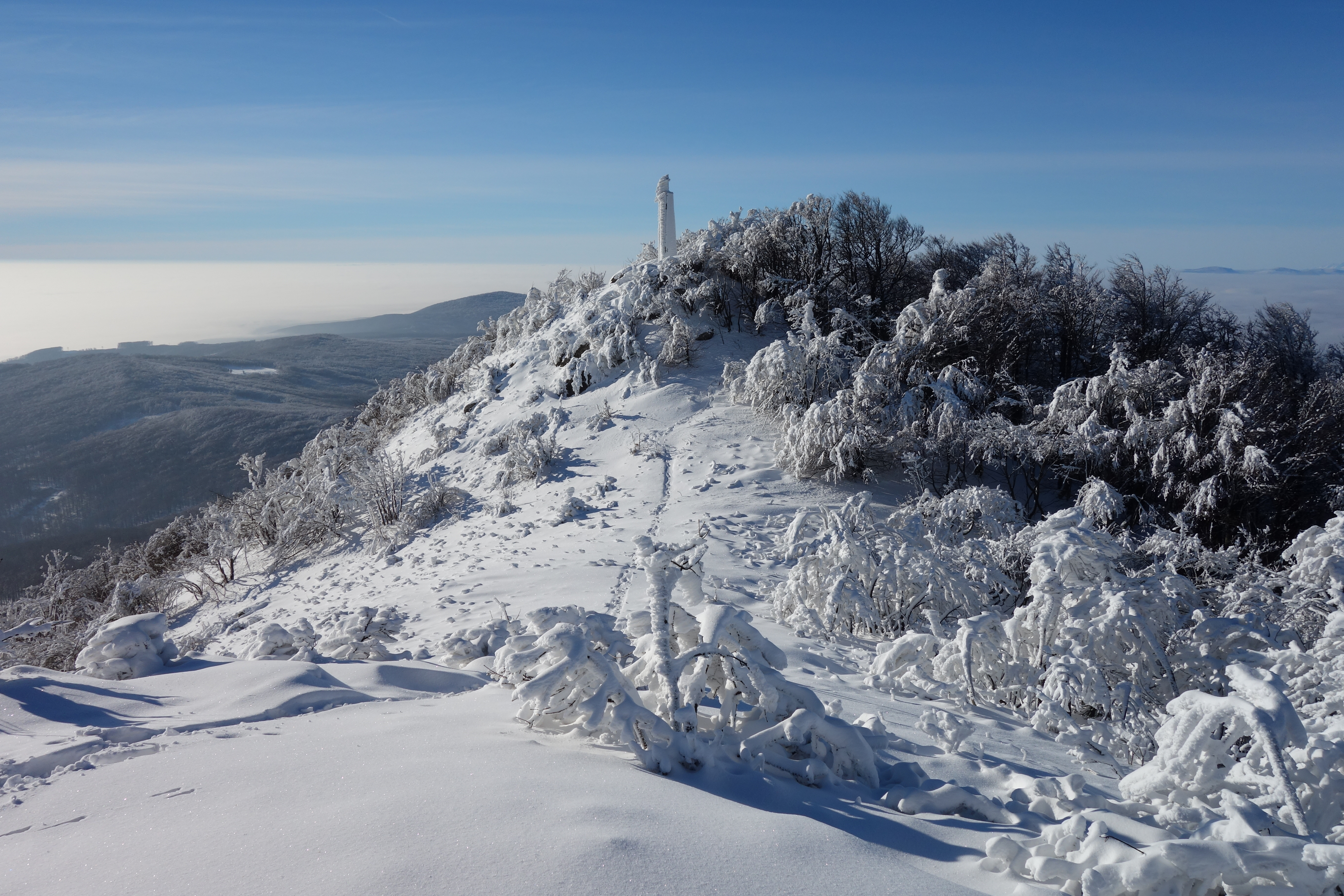
De Vihorlat in de winter
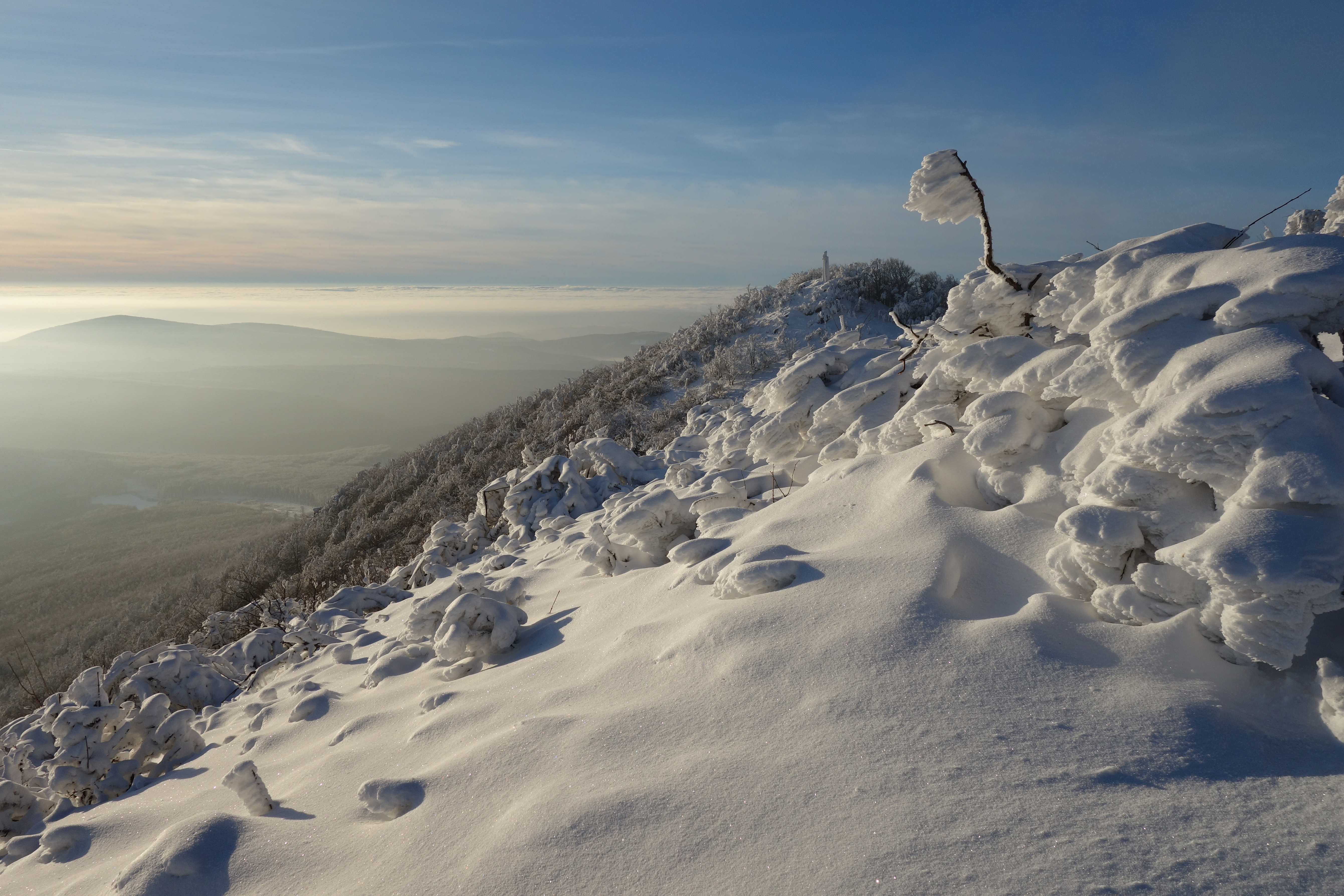
De Vihorlat in de winter bij zonsondergang
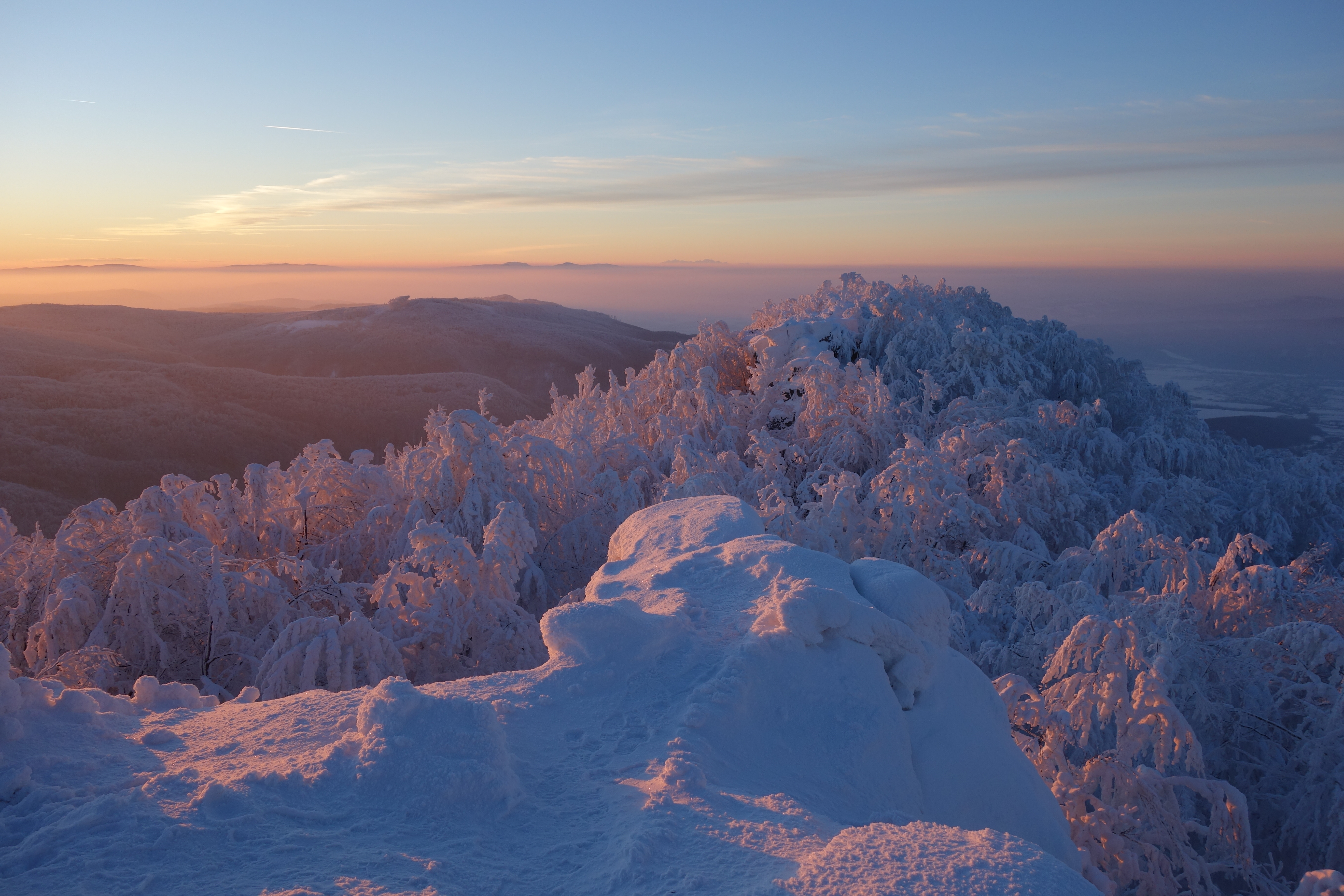
Sninský kameň in de winter
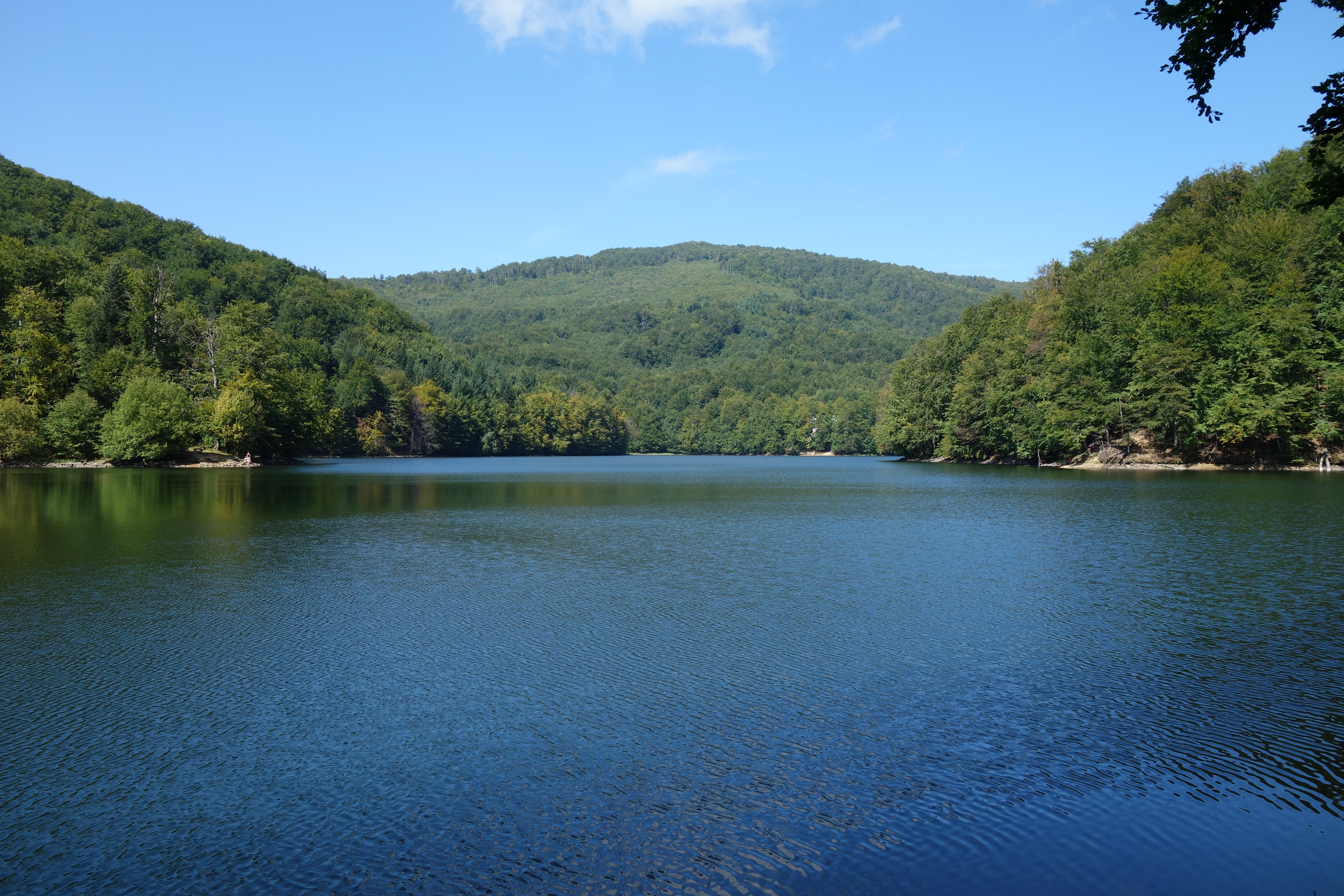
Uitzicht vanaf Sninský kameň over het meer Morské oko
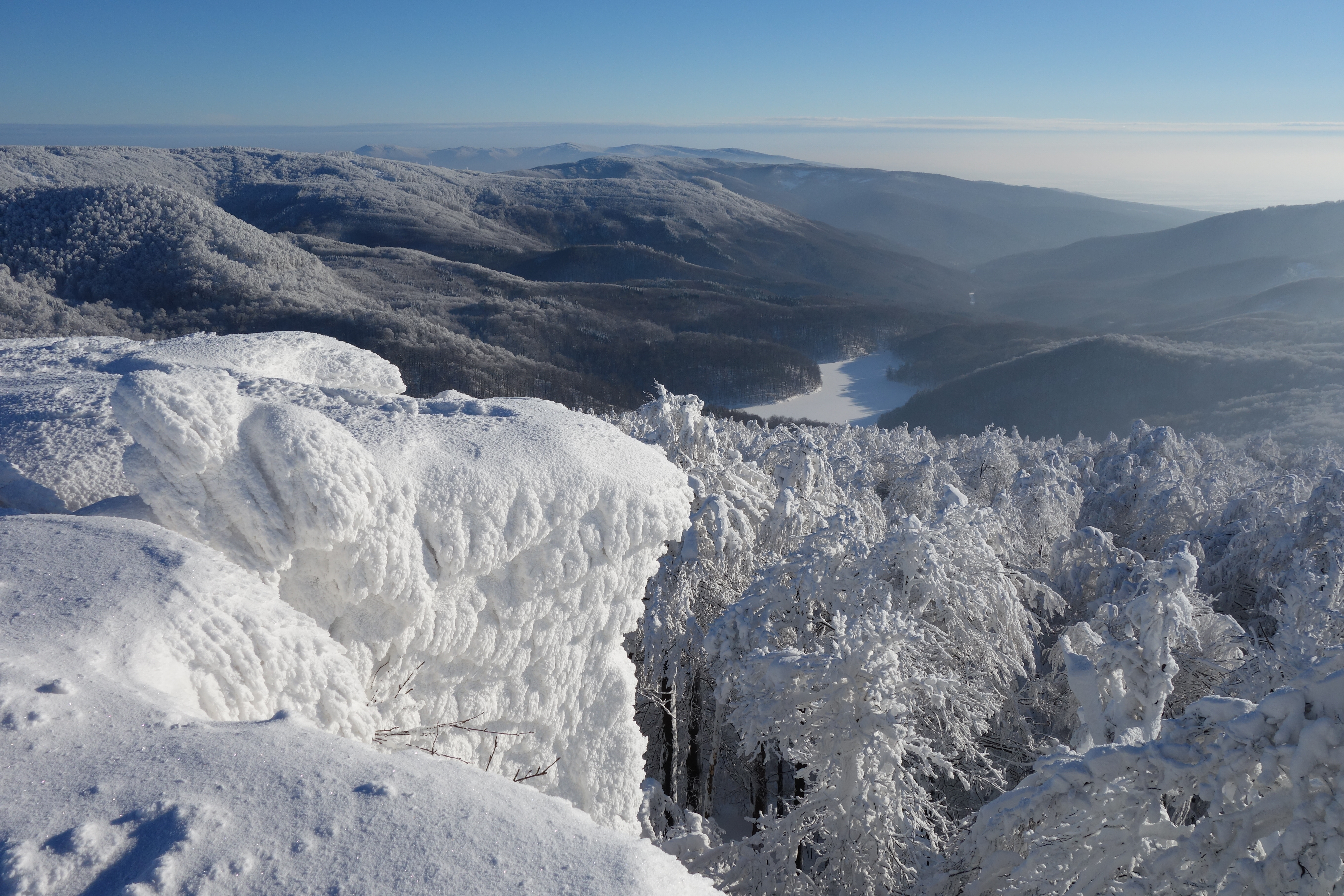
Uitzicht op Morské oko
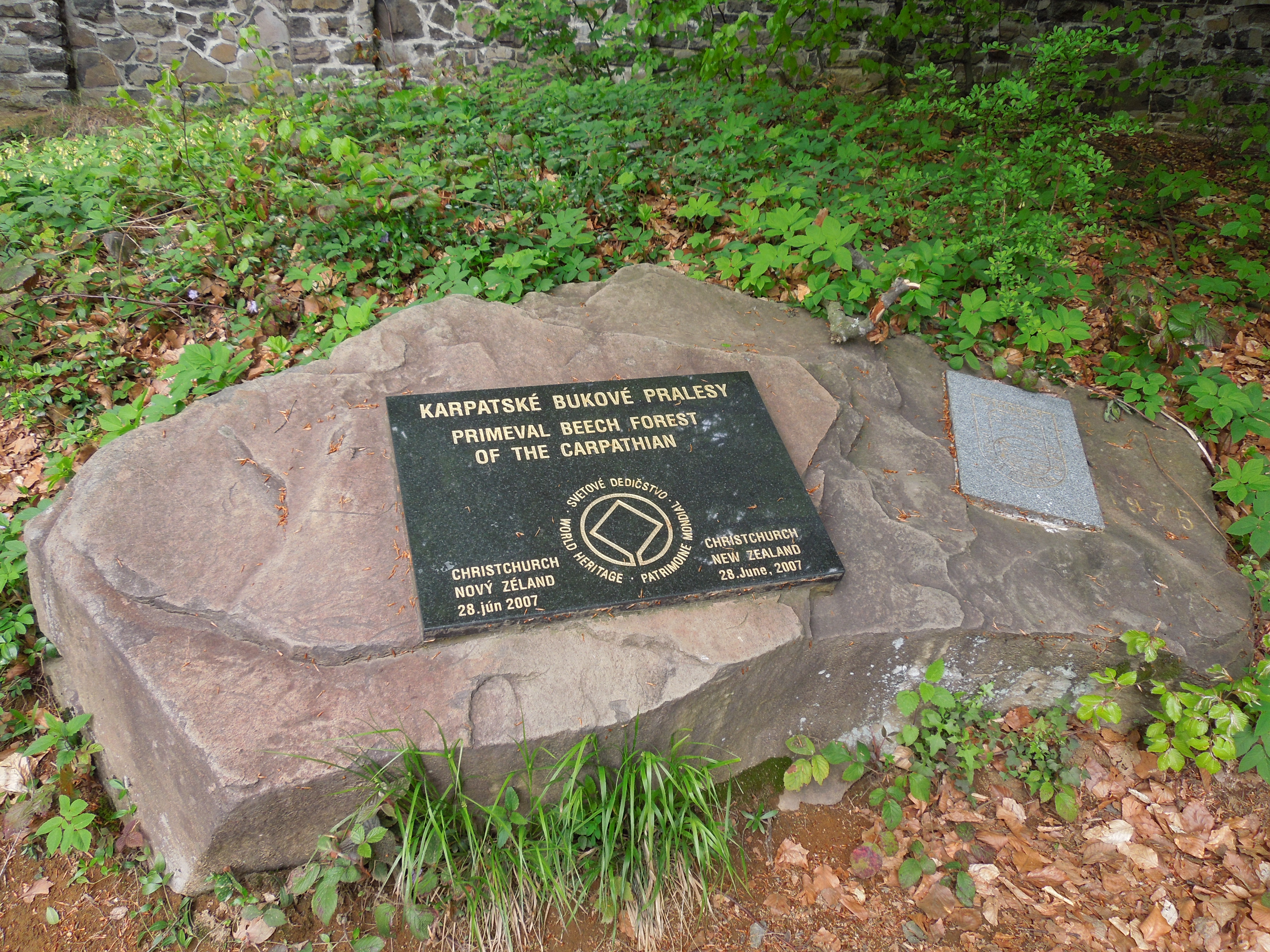
Plakkaat ter ere van het UNESCO-werelderfgoedgebied
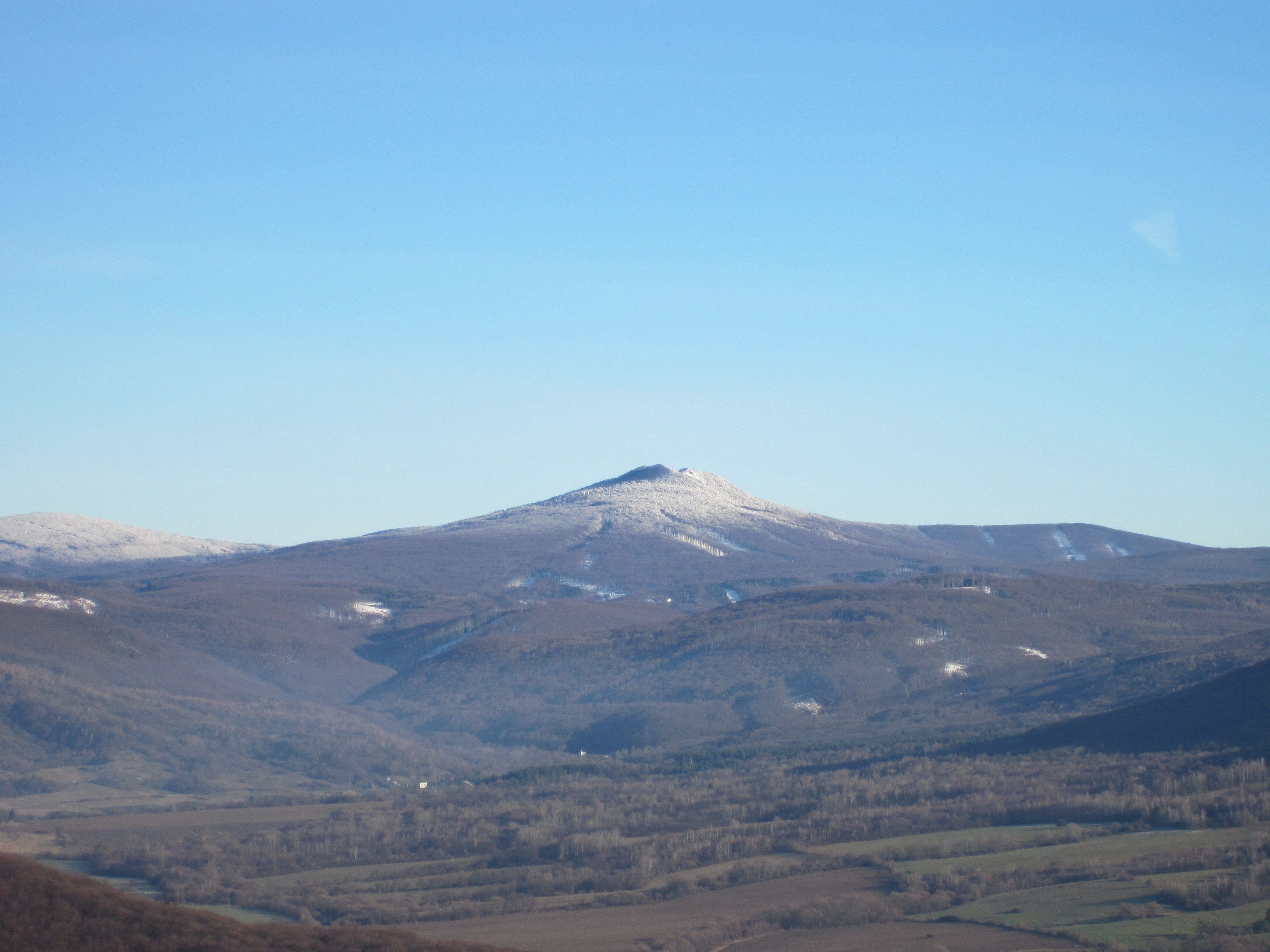
Uitzicht op de Vihorlat (1.076 m). De hellingen zijn grotendeels bedekt met oude bossen.